# Ton Pronk (voetballer, 1941)
Anton (Ton) Pronk (Amsterdam, 21 mei 1941 – Purmerend, 26 augustus 2016) was een Nederlands voetballer die als verdediger speelde.

## Loopbaan
Ton (ook bekend als Tonnie) Pronk kwam uit de eigen jeugdselectie van Ajax, waar hij werd binnengehaald op aandringen van zijn buurman Cor van der Hart. Hij speelde tussen 1960 en 1970 in totaal 337 wedstrijden in het eerste elftal van die club, waarin hij zes doelpunten maakte.  Hij maakte zijn debuut onder trainer Vic Buckingham op 4 september 1960 tegen PSV. Met Ajax werd hij in de seizoenen 1965/66, 1966/67, 1967/68, 1969/70 landskampioen en won hij in de seizoenen 1960/61, 1966/67, 1969/70 de KNVB beker.
Hij speelde ook negentien wedstrijden voor het Nederlands voetbalelftal. Onder leiding van de Roemeense bondscoach Elek Schwartz maakte hij zijn debuut voor Oranje op 14 mei 1961 in de WK-kwalificatiewedstrijd tegen Oost-Duitsland (1-1) in Leipzig.
In 1969 raakte Pronk op een zijspoor bij Ajax en in december 1970 vertrok hij naar FC Utrecht. Tot 1974 speelde hij 62 wedstrijden voor deze club, waarin hij één keer scoorde. Hij was een typische "stopperspil" (de middelste van de drie verdedigers, die ietsje achter de andere twee, de links- en de rechtsback, opgesteld stond). Niet veel later kwam het "vier-twee-vier"-systeem meer in zwang, dat met twee centrale verdedigers werkte.
Pronk was na de actieve spelerscarrière van 1976 tot 1985 scout van Ajax. Vervolgens was hij trainer van VV IJsselmeervogels en Ajax 2. In 1991 werd hij door Louis van Gaal voorgedragen als hoofdscout. Hij behield deze functie tot zijn pensionering in 2007. Tot de spelers die hij scoutte behoorden Jari Litmanen, Finidi George en Nwankwo Kanu. Ook was hij betrokken bij de latere komst van Zlatan Ibrahimović en Cristian Chivu.
Ton Pronk overleed in 2016 op 75-jarige leeftijd aan de gevolgen van de ziekte ALS.

## Erelijst
Ajax
- International Football Cup: 1962
- Eredivisie: 1965/66, 1966/67, 1967/68, 1969/70
- KNVB Beker: 1960/61, 1966/67, 1969/70

## Trivia
Ton Pronk is de vader van Robin Pronk, oud-trainer van Jong FC Utrecht.